# Sępopolski Dwór
Sępopolski Dwór (do 1938 r. niem. Schippenbeilshof, 1938–1945 Rohden) – wieś w Polsce położona w województwie warmińsko-mazurskim, w powiecie bartoszyckim, w gminie Sępopol. W latach 1975–1998 miejscowość administracyjnie należała do województwa olsztyńskiego.

## Historia
W 1889 roku był to majątek ziemski o areale upraw obejmującym 297 ha. W 1978 r. była to wieś w sołectwie Stopki. W spisie powszechnym z 1983 r. Sępopolski Dwór ujmowano łącznie z miejscowością Stopki.